# Fissidens geijskesii
Fissidens geijskesii là một loài Rêu trong họ Fissidentaceae. Loài này được Florsch. mô tả khoa học đầu tiên năm 1964.